# Mary Zophres
Mary Zophres, född 1964 i Fort Lauderdale i Florida, är en amerikansk kostymör.
Zophres har varit verksam inom filmbranschen sedan 1994. Hon har nominerats till Oscar för bästa kostym fyra gånger: True Grit (2010), La La Land (2016), The Ballad of Buster Scruggs (2018) och Babylon (2022).
Hon har samarbetat med Joel och Ethan Coen och Damien Chazelle flera gånger.